# Metrallera
La metrallera (mitrailleuse en francés; derivado de mitraille, metralla) es un tipo de ametralladora con varios cañones de fusil, que puede disparar todos sus cañones a la vez o efectuar varios disparos en rápida sucesión. La primera metrallera fue inventada en 1851 por el capitán Fafchamps del Ejército belga, 10 años antes de la aparición de la ametralladora Gatling. A esta le siguió la metrallera Montigny belga en 1863. Posteriormente el "Canon à Balles" francés de 25 cañones, más conocido como la metrallera Reffye, fue adoptado con gran secretismo en 1866. Cuando se empleó en la Guerra franco-prusiana de 1870-1871, fue la primera arma de disparo rápido desplegada como armamento estándar por cualquier ejército en conflicto alguno. Antes de disparar, un bloque de acero con 25 recámaras para cartuchos de percusión central calibre 13 mm era fijado detrás de los cañones. Al girar una manivela, los 25 cartuchos eran disparados en rápida sucesión. La cadencia de la metrallera Reffye era de 100 disparos/minuto. Su alcance máximo efectivo era de unos 1.829 m; una distancia que situaba sus baterías fuera del alcance de los fusiles de aguja prusianos Dreyse. Las metralleras Reffye eran desplegadas en seis baterías y eran operadas por personal de Artillería. No eran armas de apoyo a la infantería, sino un tipo de artillería especial.
A pesar de ser innovadora y tener un buen desempeño balístico, la metrallera Reffye fracasó como arma táctica debido a que su concepto básico y empleo operativo eran erróneos. Además, solamente 210 metralleras Reffye estaban disponibles al inicio de la guerra franco-prusiana en 1870. El Ejército francés descontinuó su empleo en campaña después de 1871. Después que la ametralladora Gatling fue reemplazada por armas accionadas mediante gas o retroceso, la idea de utilizar múltiples cañones cayó en desuso por varias décadas. Sin embargo, se desarrollaron algunos ejemplares durante el período de entreguerras, pero solo existieron como prototipos o fueron rara vez empleados. La palabra mitrailleuse pasó a ser el término genérico para ametralladora en el idioma francés debido a su primigenia aparición en el campo del armamento, a pesar de que la propia metrallera era accionada manualmente.

## Origen

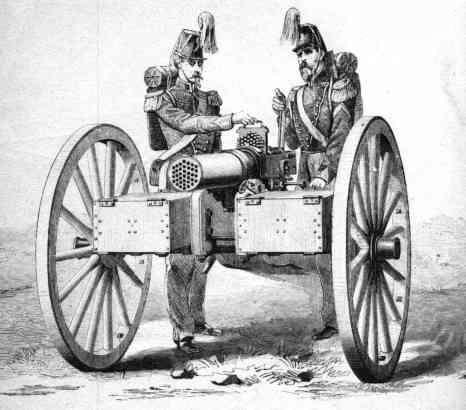
La metrallera Montigny de 37 cañones, desarrollada en 1863.

La primera metrallera fue un arma de 50 cañones disparados manualmente, desarrollada en Bélgica por el Capitán Fafchamps del Ejército belga, que hizo dibujos y construyó un tosco prototipo de su invento. El sistema fue mejorado durante la década de 1850 por Louis Christophe y el ingeniero belga Joseph Montigny, dando origen en 1863 a la metrallera Montigny de 37 cañones. Desde 1859, Joseph Montigny propuso su diseño a Napoleón III, lo cual llevó al desarrollo de la metrallera Reffye francesa, diseñada por Jean-Baptiste Verchère de Reffye con la colaboración de Montingy, la cual fue adoptada por el Ejército francés en 1865. Inicialmente mantenida bajo cubiertas como un arma secreta, fue ampliamente utilizada en batalla por la artillería francesa durante la Guerra franco-prusiana. Pequeñas cantidades de otros modelos, inclusive la ametralladora Gatling, fueron compradas por el gobierno francés durante las fases finales del conflicto. La metrallera Reffye había sido producida en secreto y en pequeñas cantidades: solo unas 200 estaban disponibles al inicio del conflicto. Esto también mantuvo a la artillería francesa en una descuidada posición ante Napoleón III, con funestas consecuencias durante la Guerra franco-prusiana.

## Características técnicas

### Diseño

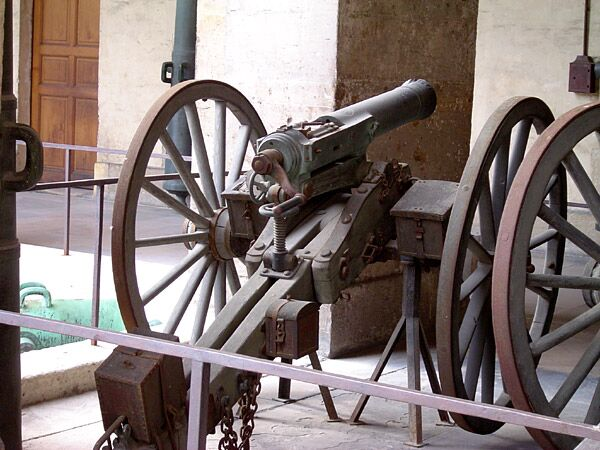
La metrallera Reffye de 25 cañones de Los Inválidos, vista desde atrás.

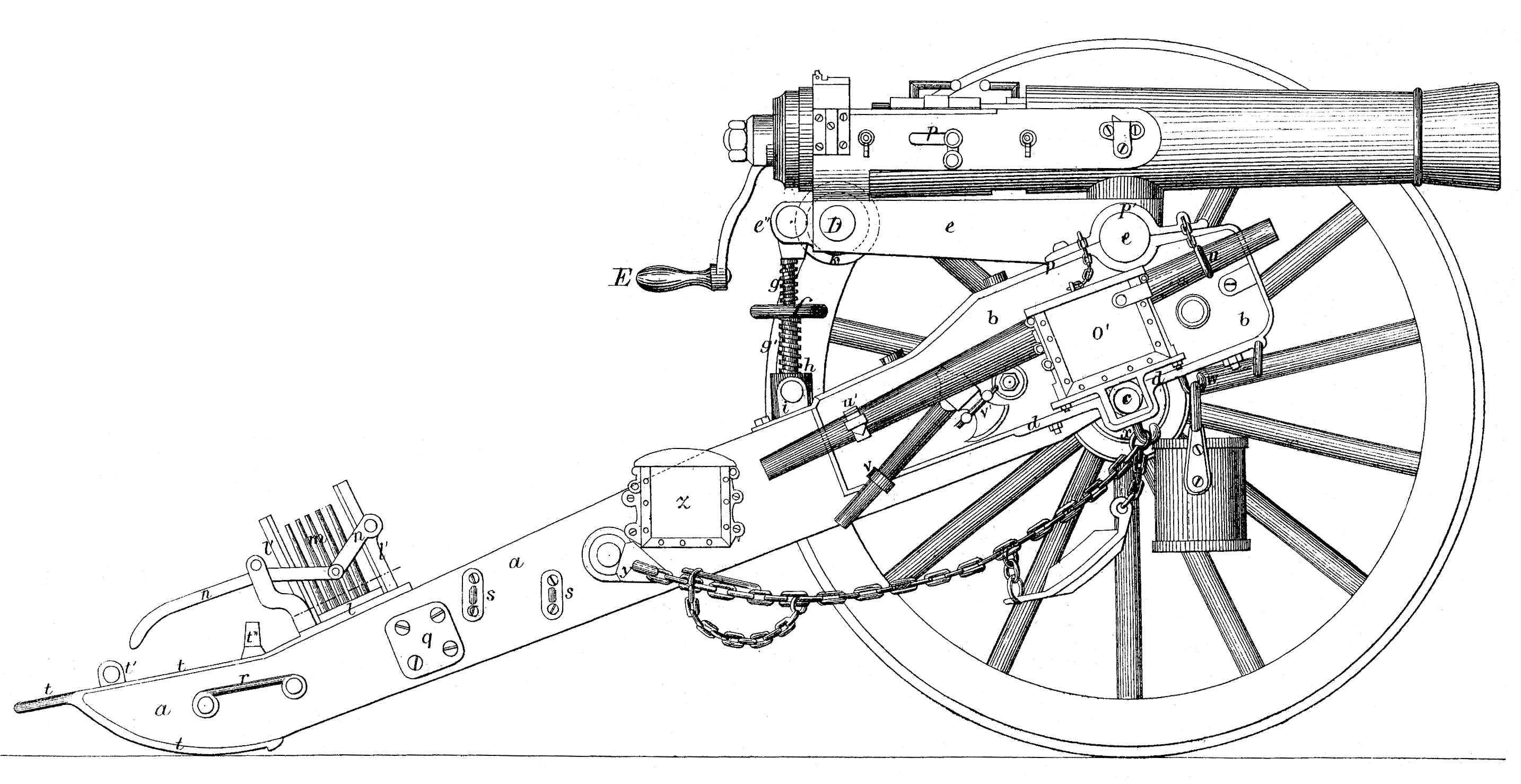
Perfil de la metrallera Reffye.

Se desarrollaron diversas variantes de la metrallera, que compartían elementos comunes. Se caracterizaban por un número de cañones de fusil unidos y montados sobre un afuste de cañón convencional o un trípode (en un modelo). La munición era cargada en un bloque de acero con varias recámaras, que era fijado por un cierre detrás de los cañones. El cierre podía ser accionado mediante una palanca o un tornillo horizontal. Se podía accionar con rapidez una segunda palanca (o girar una manivela en algunos modelos) para disparar cada cañón en sucesión. Esto hizo que el arma se gane el apodo de moulin à café (molinillo de café) entre los soldados franceses. Durante la Guerra de Secesión, la ametralladora Agar se ganó un apodo muy parecido debido a su tolva de alimentación y al ser accionada mediante una manivela.
El bloque con recámaras tenía que ser retirado manualmente para poder insertar otro que estuviese cargado. Al contrario de la ametralladora Gatling y las posteriores ametralladoras, todo el proceso de carga y disparo era manual. La principal innovación de la metrallera fue que aumentó la velocidad de estos procedimientos en comparación con los fusiles de infantería estándar de la época.
Las diversas variantes de la metrallera se distinguían por su número de cañones y su calibre, como se puede observar en la siguiente tabla:
| Nombre | Cañones | Disposición de los cañones                                                            | Calibre | Fecha1 | Notas                                                                                    |
| Fafchamps | 50      | Racimo                                                                                |         | 1851   | sistema de aguja, cartuchos de papel. Prototipo y dibujos.                               |
| Christophe-Montigny                                                                                                 | 37      | Racimo                                                                                | 11 mm   | 1863   | Desarrollada con fondos propios y empleada principalmente por el Ejército belga.         |
| Reffye | 25      | En cinco hileras (5 x 5)                                                              | 13 mm   | 1865   | Ampliamente utilizada por el Ejército francés durante la guerra franco-prusiana.         |
| Bollée | 30      | Dos anillos (18 en el anillo externo, 12 en el anillo interno)                        | 13 mm   | 1870   | Empleada por el Ejército del Loira francés durante la guerra franco-prusiana.            |
| Chevalier et Grenier                                                                                                | 16      | Dos hileras horizontales (2 x 8)                                                      | 11 mm   | 1870   |                                                                                          |
| Gabert | 4       | Cuatro cañones con dos bloques. Mientras se dispara un bloque, el otro es recargado.2 | 11 mm   | 1870   | Montada sobre trípode, al contrario de las anteriores montadas sobre afustes con ruedas. |
| Notas: [1] Fecha de desarrollo[2] Traducido desde la página web: www.mitrailleuse.fr/Historique/Aballes/Aballes.htm |         |                                                                                       |         |        |                                                                                          |

La mayoría de las variantes de la metrallera estaba montadas sobre un afuste de cañón convencional. Esto hacía que fuesen pesadas y difíciles de maniobrar en el campo de batalla, llegando a pesar hasta 900 kg.

### Munición y cadencias
La dependencia de la recarga manual de la metrallera significaba que su cadencia de disparo dependía notablemente de la habilidad de sus usuarios. Una metrallera Reffye con sirvientes hábiles podía alcanzar una cadencia de 100 disparos/minuto, llegando a los 125 disparos/minuto en caso de emergencia. La rapidez al disparar cada salva (25 cartuchos) era controlada por el artillero al girar una pequeña manivela en el lado derecho del cierre. En otras palabras, los 25 cañones del arma no eran disparados al mismo tiempo, sino en rápida sucesión. Debido a su gran peso (680,38 kg), la metrallera Reffye no retrocedía al disparar y no precisaba ser apuntada nuevamente después de cada salva. Esta ausencia de retroceso durante los disparos fue promocionada por Reffye como una considerable ventaja respecto a la artillería de campaña convencional. Cada batería regular de metralleras Reffye alineaba seis armas que disparaban juntas, más o menos una después de otra.
La metrallera Reffye disparaba un cartucho de percusión central de 13 mm, diseñado por Gaupillat, que representaba el cénit del diseño de municiones de la época. Se parecía más a un moderno cartucho de escopeta alargado: base metálica con pestaña, percusión central y un cuerpo de cartón endurecido de color azul oscuro. La bala de 13 mm y 50 g (770 granos) era propulsada por 12 g (185 granos) de pólvora negra comprimida, con una velocidad de boca de 480 m/s, tres veces y media más potente que la bala de un fusil Chassepot o Dreyse. Este era, de lejos, el cartucho de fusil más potente de la época. Las metralleras Reffye y Montigny no fueron diseñadas para emplear cartuchos de papel, tales como el 11 mm Chassepot.
Los cartuchos de 13 mm y percusión central de la metrallera Reffye eran cargados en bloques de acero intercambiables (al contrario de la metrallera Montigny, cuyos cartuchos iban sujetos por su base en planchas). Al disparar la metrallera, se utilizaban continuamente tres bloques: uno disparando en el arma, otro siendo presionado contra el extractor y otro siendo recargado desde una caja de 25 cartuchos preempacados. La elevación de la metrallera se ajustaba con un tornillo idéntico al de un cañón estándar. El cañón de la metrallera también podía girar a los lados mientras disparaba, para ajustar el alcance y ofrecer fuego lateral si era necesario. Sin embargo, el movimiento lateral era limitado, siendo más efectivo solo a larga distancia. El campo de disparo de la metrallera era tan estrecho, que los soldados prusianos eran impactados por varias balas a la vez. Durante un primer enfrentamiento de la Guerra franco-prusiana, en Forbach, Alsacia, el 6 de agosto de 1870, un general prusiano (Bruno von François) fue abatido por una salva cerrada de cuatro balas. Según el registro del regimiento, estas cuatro balas de metrallera habían sido disparadas desde una distancia de 600 m. La artillería francesa intentó resolver este problema desarrollando munición especial que podía disparar 3 balas desde el mismo casquillo para defensa a corta distancia.
En resumen, la metrallera Reffye fue rara vez empleada para fuego de cobertura a corta distancia como las ametralladoras modernas. Las baterías de seis metralleras fueron diseñadas para disparar a blancos demasiado lejanos que no podían ser atacados por la infantería con fusiles Chassepot o los racimos de metralla de la artillería. Para cumplir este papel, al menos durante las primeras semanas de la campaña, las metralleras fueron desplegadas junto con los viejos cañones de campaña de avancarga "Napoleón" (Cañón-obús de 12 libras) empleados por el Ejército francés durante la Guerra franco-prusiana. Se registró que los sirvientes de las metralleras generalmente protestaban al ser ubicadas cerca de baterías de artillería regulares.

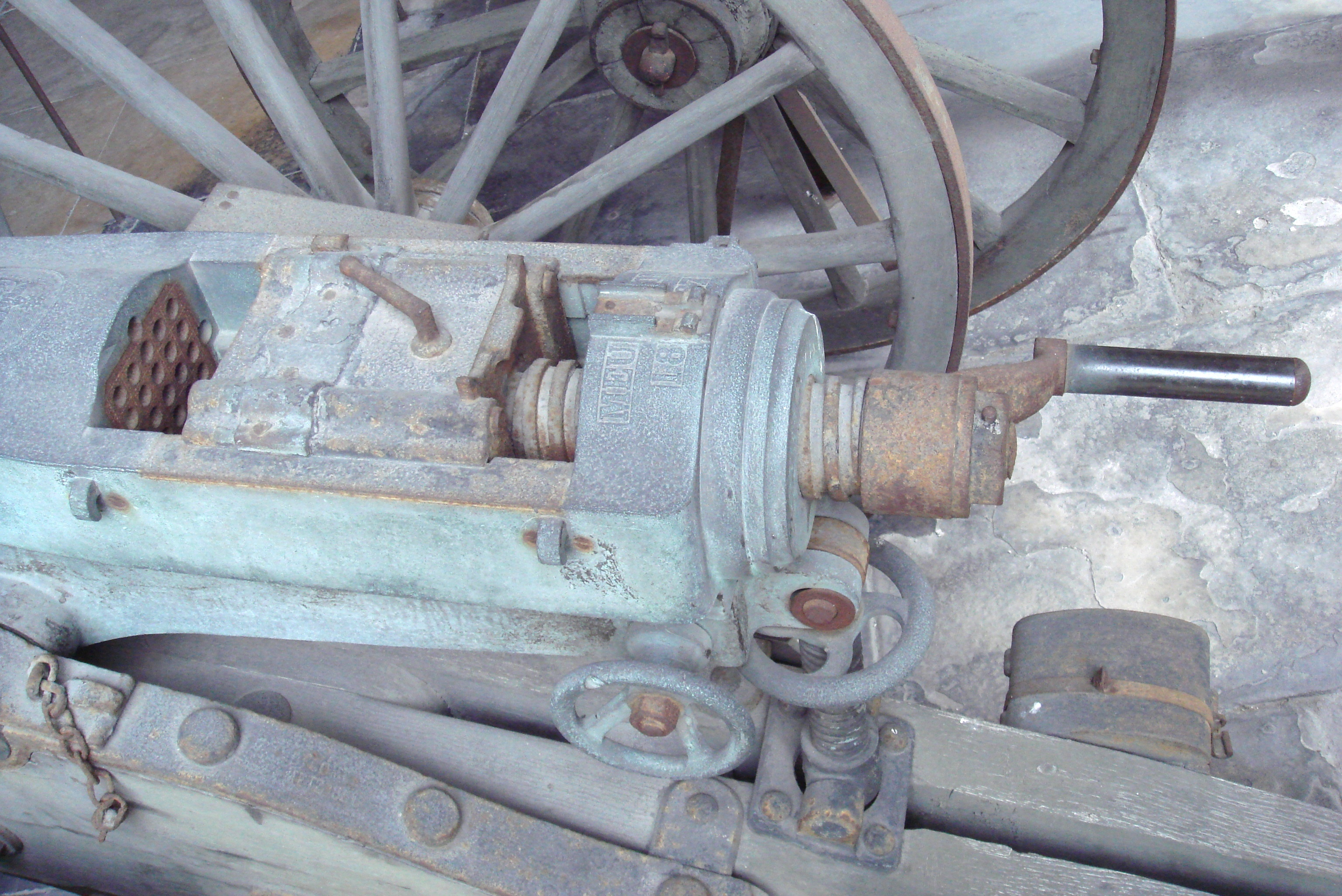
Mecanismo del cierre de la metrallera Reffye.
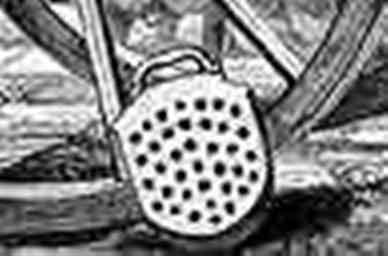
Plancha de la metrallera Montigny, diseñada para sujetar 37 cartuchos y ser insertada en la recámara antes de disparar.
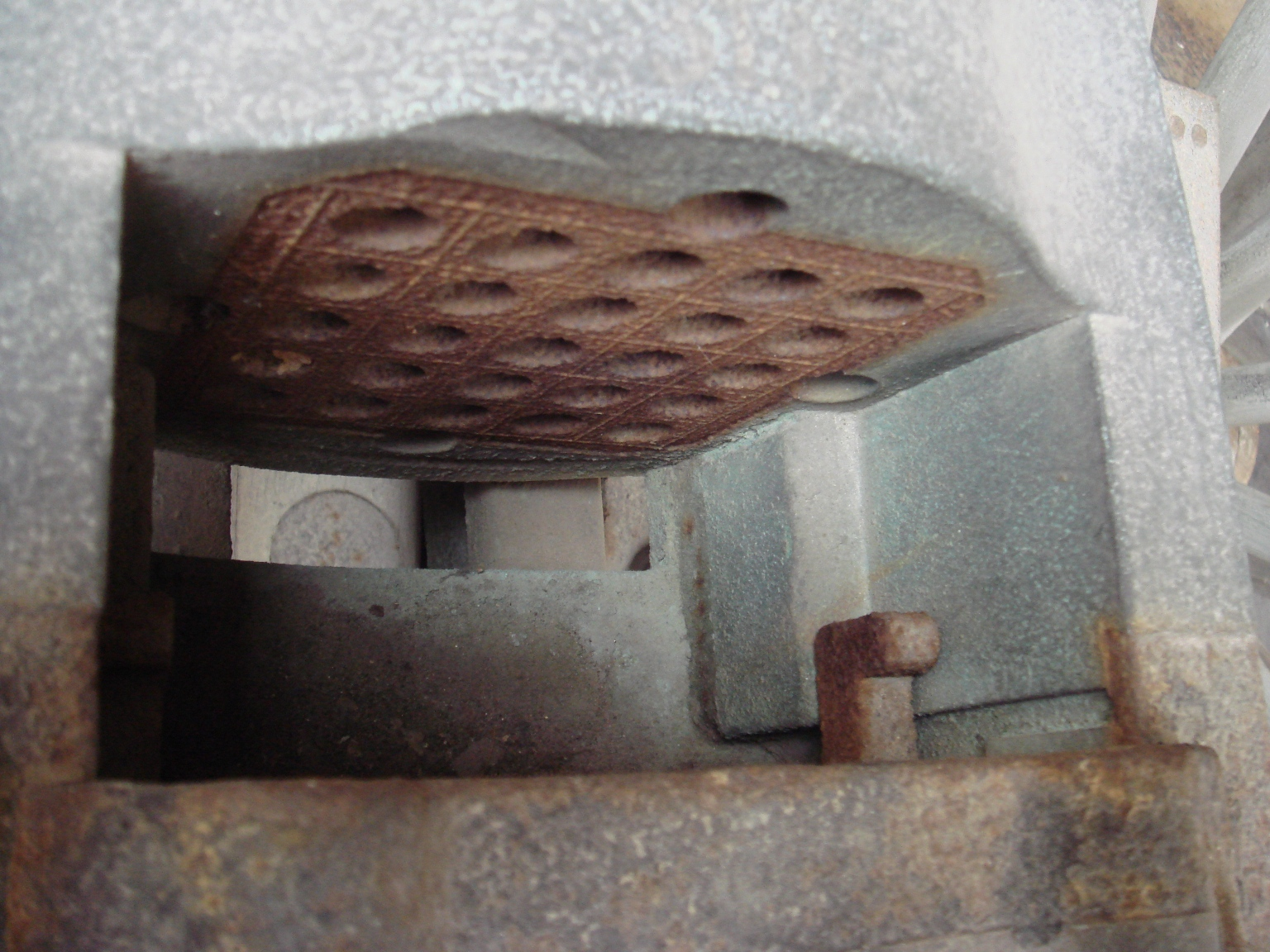
Detalle del lugar del bloque de la metrallera Reffye.
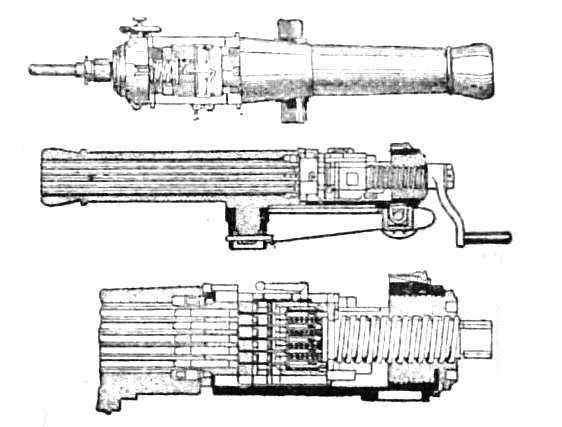
Dibujo esquemático de la metrallera Reffye de 25 cañones ("Canon à balles").
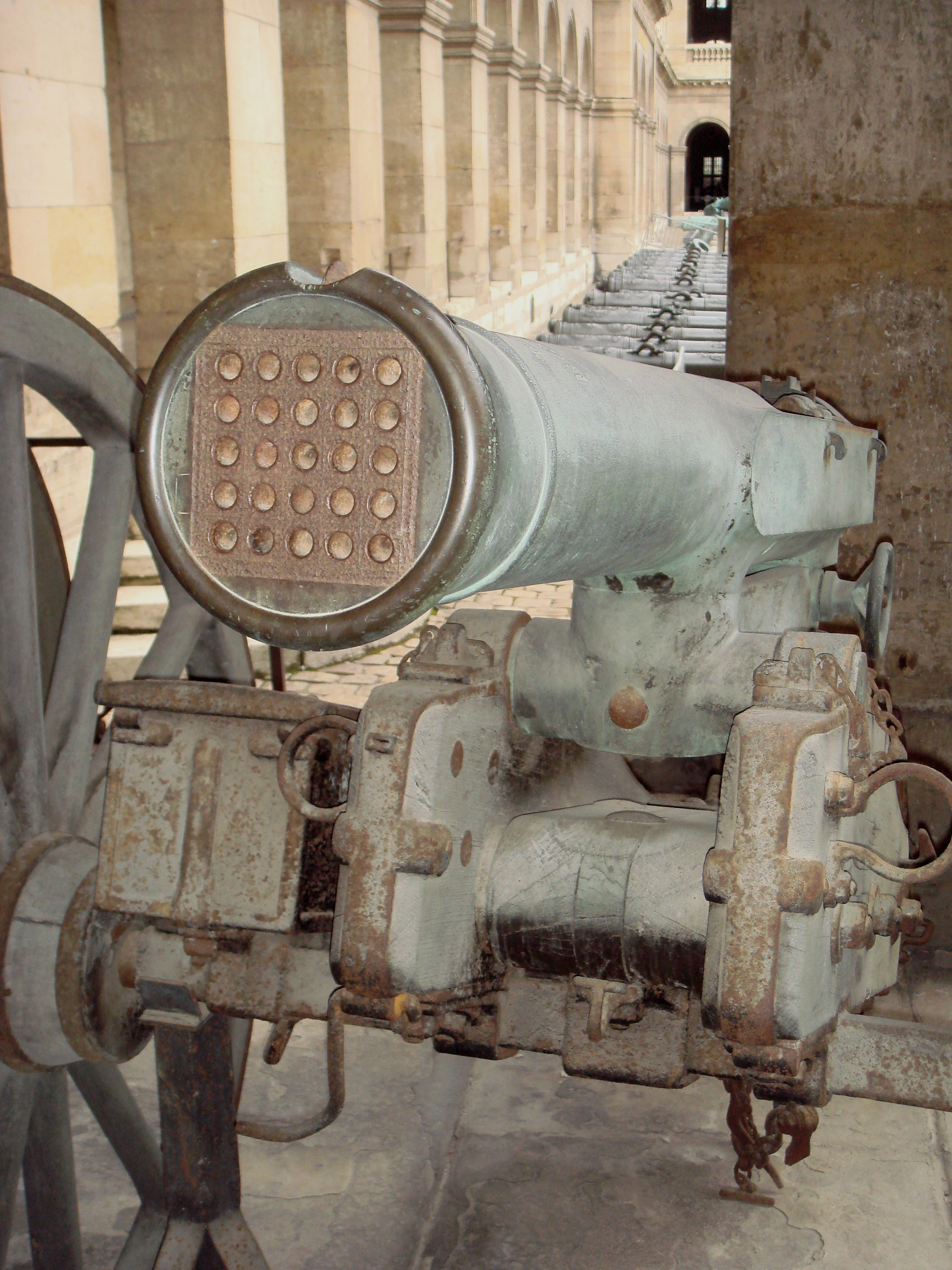
Boca de los cañones de una metrallera Reffye.

## Desarrollo

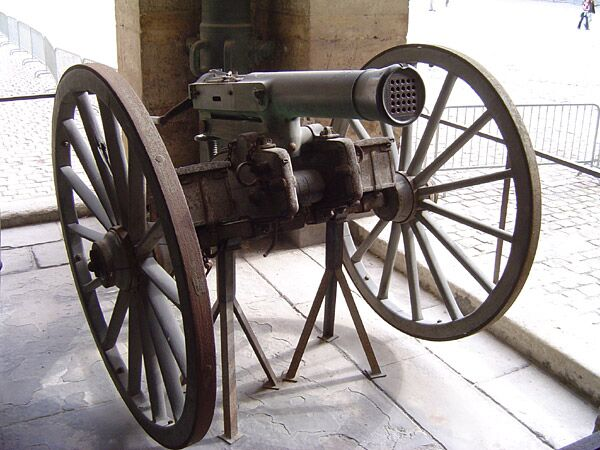
Vista frontal de la metrallera Reffye Le Général Duchand ("Canon à balles modèle 1866"), 1867. Musée de l'Armée, París, Francia.

La metrallera es más conocida por su servicio en el Ejército francés, pero de hecho fue empleada por primera vez en Bélgica en la década de 1850 como un arma estática para defender los fosos de las fortalezas. Era un arma de 50 cañones con sistema de aguja, que disparaba cartuchos de papel y había sido diseñada por el Capitán T.H.J Fafchamps. Después de 1863, fue mejorada con solamente 37 cañones, el cartucho de percusión central 11 x 70 R y su instalación sobre un afuste de artillería con ruedas. Esta transformación fue llevada a cabo por una empresa industrial formada por Louis Christohpe y Joseph Montigny de Fontaine-l'Évêque, cerca de Bruselas, quienes buscaban vender el arma en varios países europeos.
En 1863 el Ejército francés se interesó en la metrallera de Christophe y Montigny, con el Comité de Artillería llevando a cabo una investigación sobre la posible adopción del arma belga. Sin embargo, se decidió crear una metrallera específica de fabricación francesa. En mayo de 1864, el general Edmond Le Bœuf envió a Napoleón III un reporte preliminar titulado Note sur le Canon à balles. La fabricación en serie empezó en septiembre de 1865, con gran secretismo, dirigida por el teniente coronel Verchère de Reffye (1821-1880). El ensamblaje y la producción de algunas piezas tuvo lugar en el arsenal de Meudon, pero la mayoría de piezas eran producidas por empresas privadas. Su producción fue lenta debido a los escasos fondos disponibles (el Ejército ya había gastado la mayor parte de su presupuesto quinquenal en el fusil Chassepot M1866), obligando a Napoleón III a pagar el desarrollo y fabricación con fondos secretos. La nueva arma fue probada en 1868 en el polígono de tiro de Satory, cerca de Versalles, con gran secretismo. Debido al temor a los espías, las armas de prueba estaban ocultas dentro de tiendas mientras disparaban a blancos lejanos. La metrallera tuvo un notable y eficiente desempeño mecánico, esperándose mucho de ésta en una situación de combate.
Para julio de 1870 se habían fabricado 215 metralleras y 5.000.000 de cartuchos, pero solamente 190 estaban operativas y disponibles para combate cuando estalló la guerra con Prusia.

## Doctrina operativa
El Ejército francés utilizó la metrallera como una pieza de artillería, en lugar de un arma de apoyo a la infantería - un papel que más tarde sería cumplido por la ametralladora. De hecho, el nombre oficial de la metrallera Reffye en el Ejército francés era "le Canon à Balles", que se traduce literalmente como "el cañón que dispara balas":

Comparar el disparo de la metrallera con el disparo del fusil es malinterpretar el papel de la metrallera. Esta arma solo debe empezar a disparar eficazmente a distancias donde el fusil no alcanza. Es necesaria, para compensar la insuficiencia del racimo de metralla en los grandes alcances de 1.000 a 2.500 metros.
Auguste Verchère de Reffye.

Al haber sido desarrollada por la Artillería, era naturalmente servida por artilleros e incorporada a grupos de artillería equipados con cañones de campaña de 4 libras. Cada batería de metralleras estaba formada por 6 armas, cada una con un equipo de 6 hombres. Un hombre en el lado derecho disparaba el arma, mientras que otro en el lado izquierdo giraba el arma a los lados para efectuar fuego de barrido. Los 4 hombres restantes se ocupaban de apuntar, cargar y descargar. El propio Auguste Verchère de Reffye veía consistentemente a la metrallera como una pieza de artillería:

El uso de la metrallera ya no tiene nada en común con el del cañón normal, el empleo y misión de esta pieza modifica profundamente las tácticas artilleras... Muy pocos oficiales comprenden el uso de esta arma que, sin embargo, solo es peligrosa por la forma en que uno la utiliza... Entre los defensores de la metrallera se encuentran los jóvenes que fueron sus sirvientes durante la guerra; pero hay muchos menos entre los oficiales superiores.
Auguste Verchère de Reffye, 1875.

El uso de la metrallera como artillería en el campo de batalla era un concepto fatalmente erróneo. Para evitar ser impactadas por los disparos de los fusiles prusianos Dreyse, las baterías de metralleras eran sistemáticamente desplegadas más allá de unos 1.400 m de las líneas prusianas. A pesar de que el alcance máximo de las metralleras era de 3.400 m, las distancias a las cuales eran usualmente empleadas rara vez sobrepasaban los 2.000 m, que era una distancia menor que el alcance de la artillería de campaña francesa. Sin embargo, disparar con precisión a 1.400 m era siempre muy difícil de lograr con el alza y el punto de mira de la metrallera. Por ejemplo, los impactos de las balas de la metrallera en el suelo no podían ser observados a lo lejos, a menos que las filas enemigas fuesen dispersadas por los impactos. Se puede observar que las ametralladoras modernas son usualmente empleadas a distancias mucho menores que su alcance máximo - por ejemplo, la M60 es normalmente empleada a un alcance efectivo de 1.100 m, en comparación con su alcance máximo de 3.725 m. Al contrario, la metrallera era empleada con frecuencia a distancias superiores a su alcance y sin beneficiarse de miras telescópicas. Estas deficiencias en el empleo operativo de la metrallera Reffye demostraron ser desastrosas en la Guerra franco-prusiana.

## Historial de combate

### Guerra franco-prusiana (1870-1871)
El inicio de la guerra con Prusia el 15 de julio de 1870 condujo a una movilización algo caótica del Ejército francés. Las baterías de metralleras se enfrentaban a problemas muy agudos. Aunque en teoría habían sido organizadas como baterías, cuando empezó la guerra las metralleras aún estaban almacenadas en Meudon y en los fuertes de Montrouge, Issy y Mont-Valerien alrededor de París. Los equipos habían sido designados, pero todavía no habían sido formados. Muchos de estos tenían poco o nulo entrenamiento en el uso de las armas, por lo que desconocían sus características de puntería y alcance. En enero de 1870 se habían impreso manuales de instrucciones detallados, pero solo fueron distribuidos al inicio de las hostilidades. Era tal el secretismo que rodeaba al arma, que no solo unos cuantos comandantes de artillería sabían como desplegarla eficazmente, muchos ni siquiera sabían de su existencia. El mariscal MacMahon, comandante del Ejército de Châlons, afirmó que nunca había visto una metrallera hasta que una pasó a remolque delante de él el 2 de septiembre de 1870 en la Batalla de Sedán, casi dos meses después de haberse declarado la guerra.[cita requerida]
Las metralleras fueron empleadas en varios de los principales enfrentamientos de la guerra, pero su pequeña cantidad restringió su efectividad. Su erróneo empleo fue un serio problema en el campo de batalla. Aunque las metralleras eran precisas, en sentido balístico, con frecuencia eran incapaces de apuntar con rapidez a blancos lejanos. Las salvas de 25 balas también estaban muy estrechamente agrupadas y les faltaba dispersión lateral. Para empeorar la situación, el complejo mecanismo de disparo era vulnerable a dañarse en manos de artilleros sin experiencia. Se reportó que después de varias salvas, la acumulación del hollín de la pólvora negra en el mecanismo dificultaba mantener fijo el bloque.

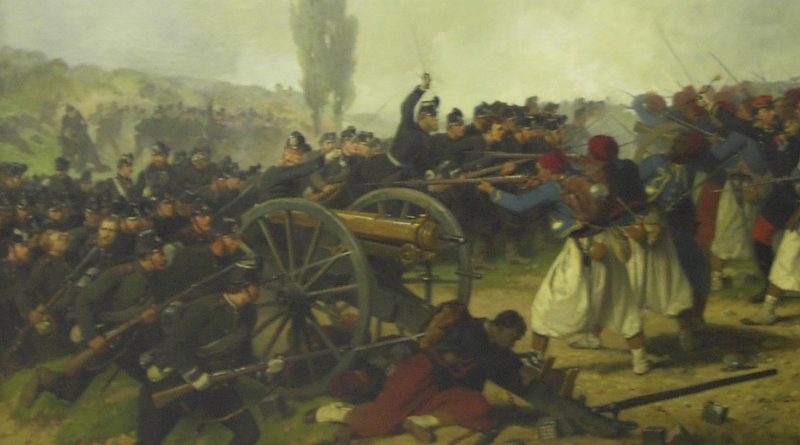
Soldados prusianos toman por asalto la posición de una metrallera Reffye.

En los pocos casos donde se emplearon eficazmente las metralleras Reffye, éstas mostraron que podían tener un impacto significativo. La batería de metralleras del capitán Barbe en la batalla de Gravelotte devastó a la infantería prusiana cuando rápidamente halló la distancia de sus blancos, contribuyendo al excepcionalmente alto número de bajas prusianas en aquella batalla. También se describieron otros ejemplos de disparos eficaces de metralleras en las batallas de Saint Privat y Mars-la-Tour. Sin embargo, en la mayoría de casos las metralleras demostraron ser ineficaces. Después de la guerra se llegó a la conclusión que los disparos de fusiles Chassepot causaron muchas más bajas a los prusianos que las metralleras Reffye. De hecho, unos 100.000 fusiles Chassepot fueron empleados en combate, frente a las menos de 200 metralleras Reffye empleadas en batalla en cualquier momento.
Los prusianos y los observadores extranjeros no quedaron impresionados por el desempeño de la metrallera. En el caso de los prusianos, sus opiniones indudablemente estaban influenciadas por la propaganda. Ellos tenían pocas ametralladoras y, para mantener la moral ante un arma de nueva tecnología, ridiculizaban la efectividad de la metrallera. Sin embargo la veían como una amenaza y la artillería prusiana siempre tuvo como prioridad atacar y destruir las baterías de metralleras. El característico "gruñido" del arma parece haber causado cierta impresión - los soldados prusianos llamaban "Höllenmaschine" ("Máquina infernal") a la metrallera.
Su fracaso en el campo de batalla dio origen a la creencia que las armas de disparo rápido eran inútiles. El General William Babcock Hazen del Ejército estadounidense, que observó la guerra, comentó que "La metrallera francesa falló en cumplir las expectativas. Los alemanes la criticaron mucho y difícilmente se volverá un arma militar permanente". Básicamente, las armas de cañón múltiple accionadas manualmente (como la metrallera Reffye) habían llegado a un atasco tecnológico, siendo rápidamente reemplazadas por ametralladoras automáticas.
Después de la abdicación de Napoleón III tras la desastrosa derrota francesa en la Batalla de Sedán, la dirección de la guerra pasó a manos de un gobierno republicano liderado por Léon Gambetta. Él organizó vigorosamente la defensa nacional y la fabricación continua de materiales de guerra. La mayoría de fábricas de armamento convencional estaban situadas en varias provincias francesas, pero se repararon e incluso se construyeron algunas metralleras en París durante el sitio de cuatro meses.
La fabricación de la metrallera y su cartucho se retomó bajo la dirección de De Reffye en la ciudad costera de Nantes. Se fabricaron 122 metralleras adicionales en Nantes para reemplazar a las casi 200 que habían sido destruidas y/o capturadas.

### Uso contra los yaqui en México
También se reportó que la metrallera fue empleada por las fuerzas federales mexicanas contra los yaquis liderados por Cajeme, un importante líder desde 1874 hasta 1887. Pero es más probable que el arsenal mexicano estuviese formado por ametralladoras Gatling y no por metralleras Montigny.

### Después de la guerra

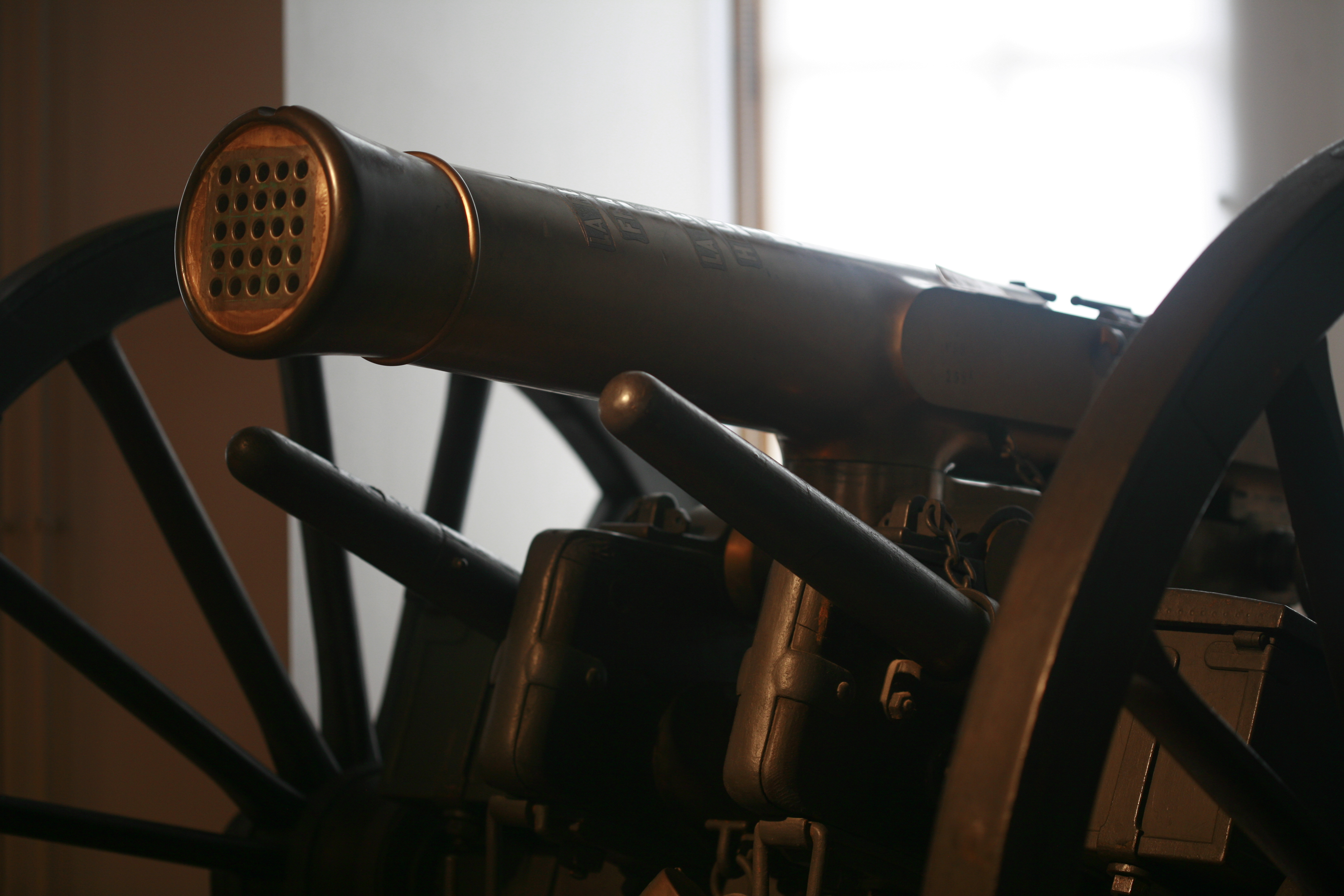
Metrallera donada a Suiza por la República Francesa.

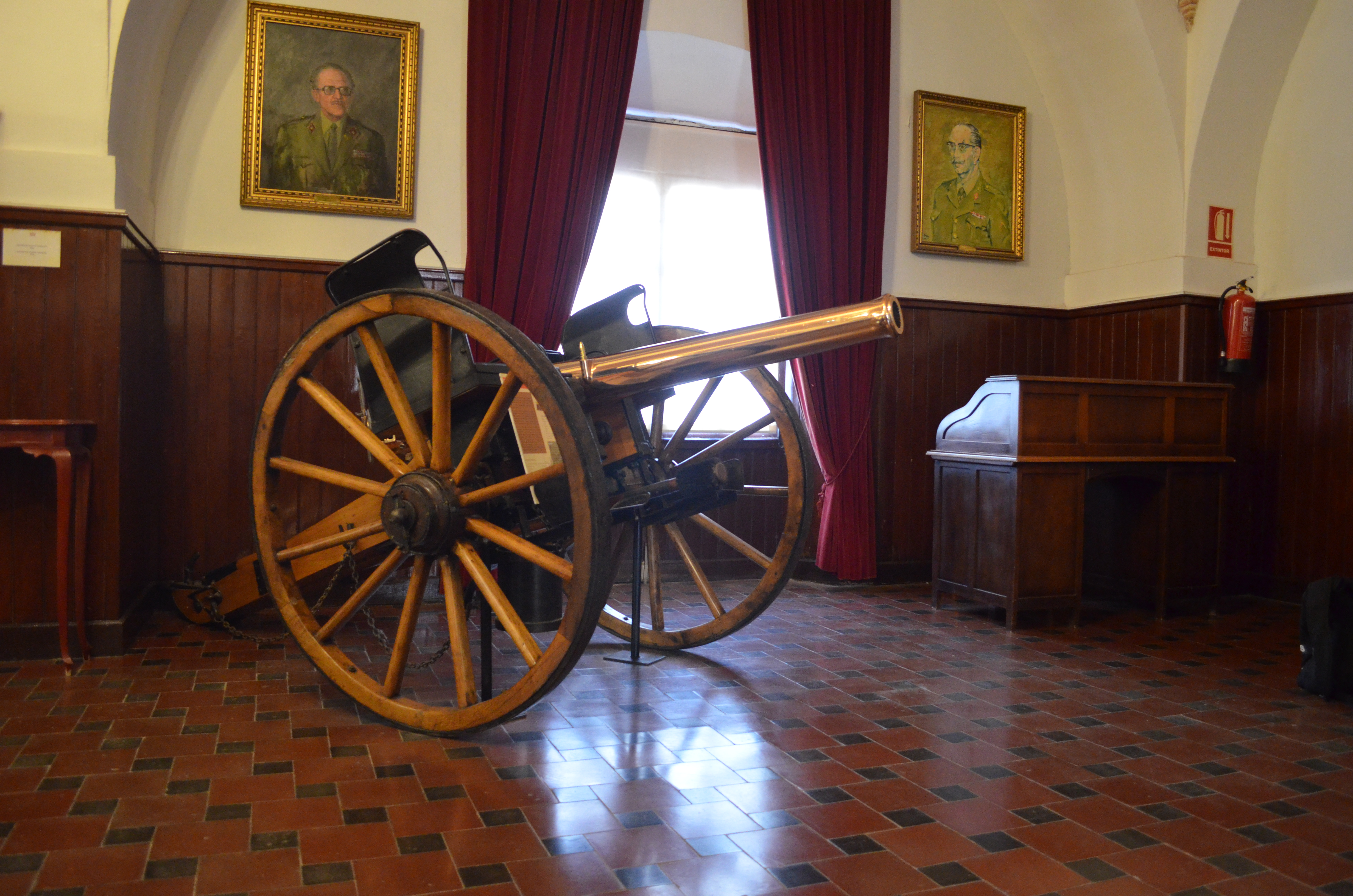
Cañón de bronce comprimido de 80 mm, sobre cureña modelo 1863.

Después del armisticio con Prusia en mayo de 1871, uno de los últimos usos registrados de las metralleras Reffye fue por los soldados al mando de Adolphe Thiers, cuando una batería ejecutó en el Bosque de Boulogne a los comuneros capturados después de la liquidación de la Comuna de París. Se registraron incidentes similares que involucraban a la metrallera Reffye en el Caserne Lobau, un cuartel en el centro de París.
Una gran cantidad de metralleras Reffye del Ejército francés sobrevivieron a la Guerra franco-prusiana (268 en total). En 1875 Alemania revendió a Francia 122 metralleras Reffye adicionales que habían sido capturadas durante la guerra, a través de un comerciante de armamento sobrante de Londres. Para 1885, muchas de las metralleras del arsenal francés fueron designadas a tareas de defensa estática, ofreciendo fuego lateral en los fosos de las fortificaciones del este de Francia. En una fecha tan tardía como 1908, las últimas metralleras Reffye fueron retiradas de varios fuertes del este de Francia y desmanteladas.
Después de su campaña contra Arabi Pachá en Egipto durante 1882, el Ejército Británico registró haber capturado varias metralleras. Ninguna de estas parecía haber sido empleada en combate. Nuevamente, es poco probable que hayan sido metralleras francesas, ya que las metralleras Reffye nunca fueron vendidas como material sobrante a terceros, ya sea por Francia o por Alemania. Sin embargo, es posible que estas armas egipcias hayan sido metralleras Montigny o ametralladoras Gatling.
En España, la metrallera Montigny fue declarada reglamentaria en el año 1871, disparando el mismo cartucho, 11,15 x 57 R Remington que el fusil Remington Rolling Block y montada sobre cureña modelo 1863. Se usó hasta el año 1872 en baterías montadas, comprobando que era más útil en la defensa de fosos, por lo que se reformó la cureña quitando las ruedas y colocando un perno de giro delantero, más útil para su ubicación en casamatas. Mientras se usó en baterías móviles, usó el armón modelo 1870, similar a las de las piezas de campaña, siendo la principal diferencia que la caja de municiones se dividía en tres compartimentos en donde se almacenaban varios cargadores y cartuchos en cajas.

## Impacto en el desarrollo militar

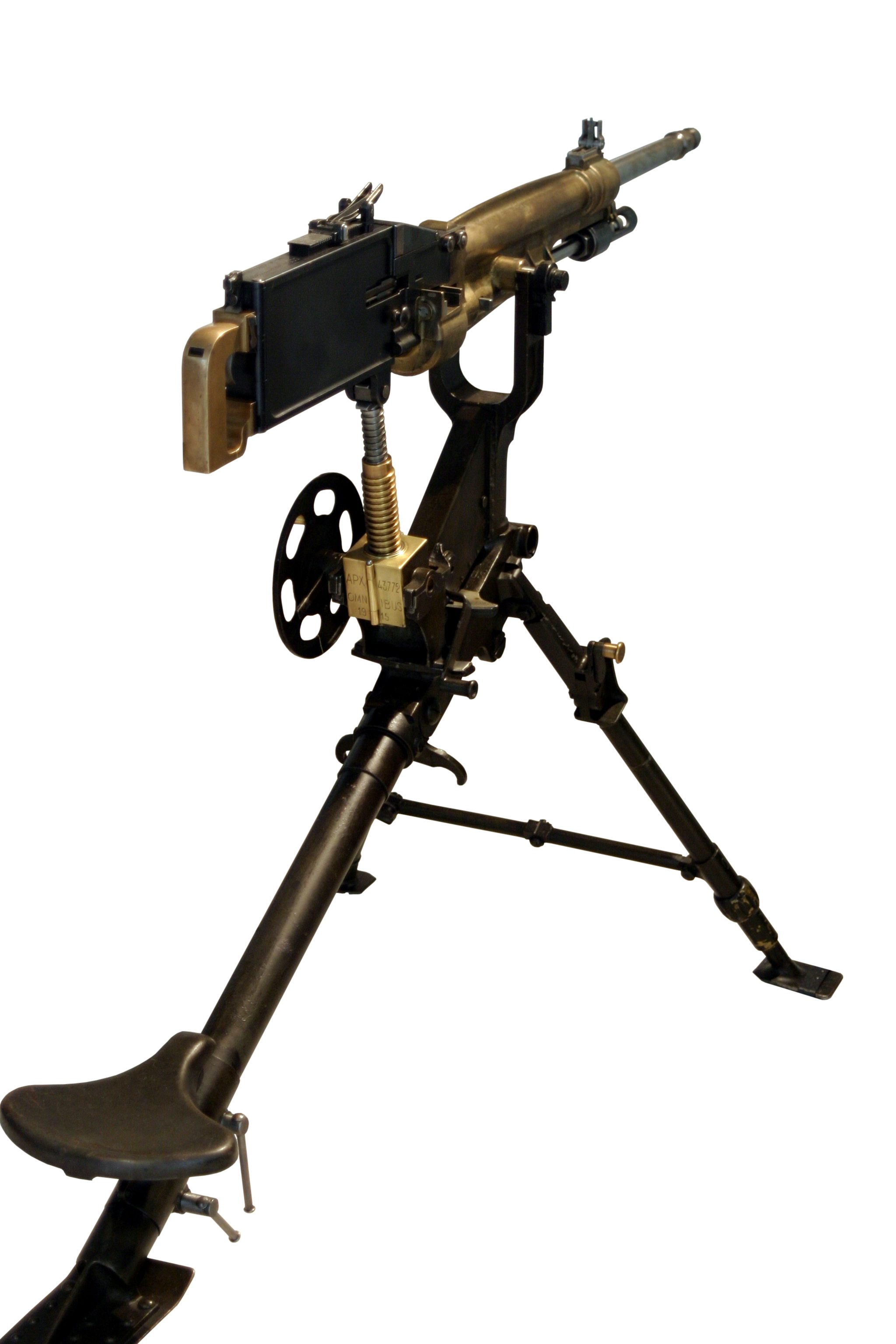
Una ametralladora St. Etienne M1907.

Los efectos a largo plazo del pobre desempeño de la metrallera fueron materia de debate entre los historiadores. En Machine Guns: An Illustrated History, J. Willbanks argumenta que la ineficacia del arma en la Guerra franco-prusiana resultó en una duradera oposición entre los ejércitos europeos a la adopción de ametralladoras, especialmente en Europa continental. Es cierto que el Ejército francés no adoptó una ametralladora automática hasta 1897, cuando eligieron la Hotchkiss M1897, que más tarde fue seguida por la Hotchkiss M1914. Las Fuerzas Armadas francesas también adoptaron otra ametralladora automática, la St. Étienne M1907. Se ha sugerido que la relativa lentitud en adoptar ametralladoras por parte de las Fuerzas Armadas francesas fue el resultado de la precaución ocasionada por el fracaso de la metrallera. Hay cierta justificación para esto, ya que la ametralladora Maxim fue repetidamente probada por las Fuerzas Armadas francesas desde su creación.
En la inmediata posguerra, los franceses pusieron mucho más énfasis en mejorar su artillería de campaña. El fracaso de la artillería francesa durante la campaña de 1870-1871 sirvió como un poderoso incentivo para apresurar el desarrollo del cañón sistema De Bange (1877) y finalmente el muy conocido Cañón M1897 75 mm. Con una cadencia habitual de 15 obuses/minuto, un solo cañón de 75 mm podía enviar 4.350 letales balas de shrapnel en un minuto, a una distancia de hasta 6 km, frente a las 75 balas/minuto que enviaba a 2 km de distanta una metrallera Reffye. Era evidente que la eficacia de los sistemas de armas se había duplicado en 30 años.[cita requerida]

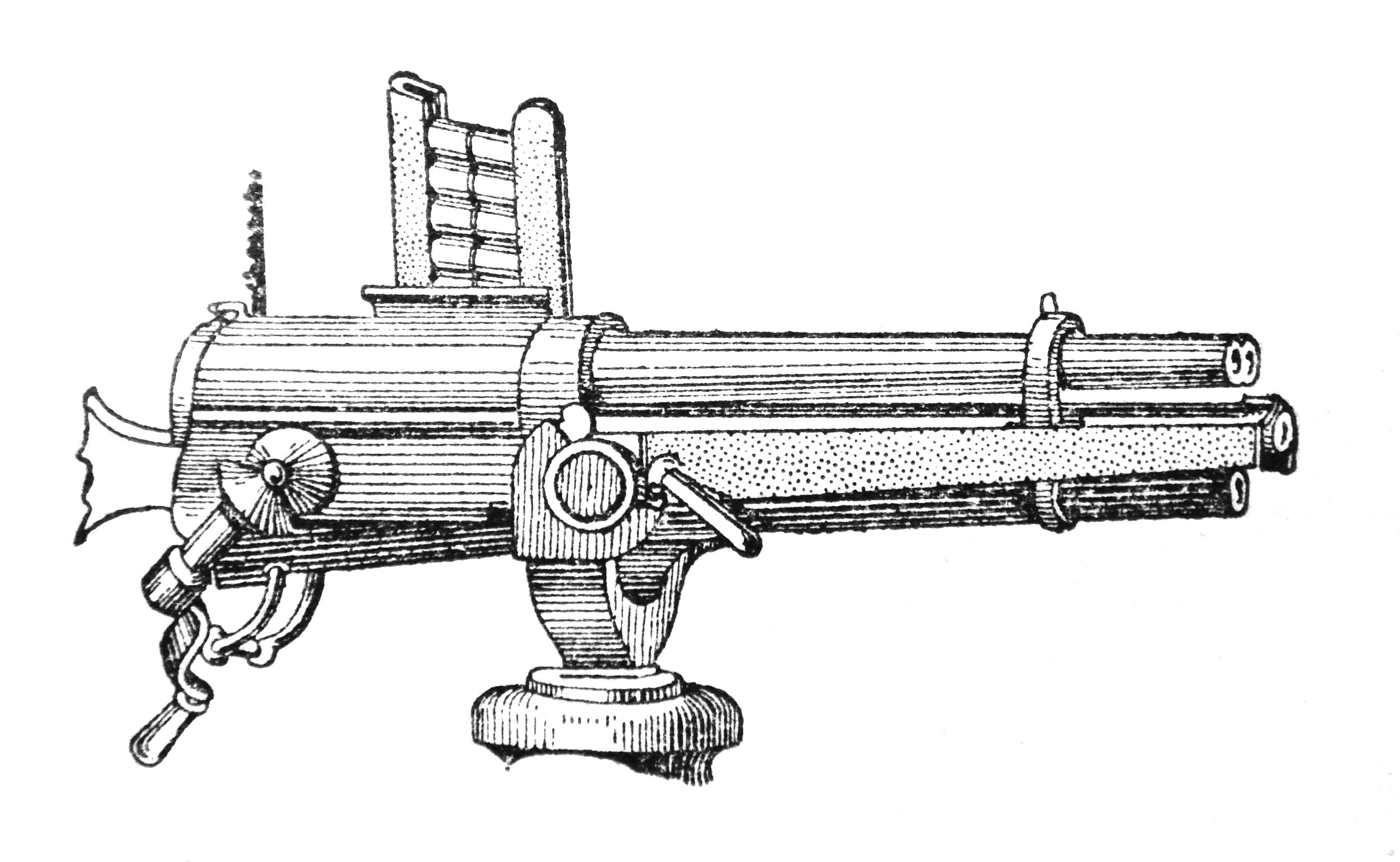
El "cañón-revólver" Hotchkiss de 37 mm, fabricado desde 1879.

A pesar de tales mejoras en la artillería de largo alcance, todavía quedaba la necesidad de desarrollar mejores armas de apoyo a la infantería de alcance corto y medio. Durante el período que va de 1871 hasta la década de 1890, los ejércitos europeos adoptaron una variedad de nuevas ametralladoras manuales de origen europeo y estadounidense. Se compraron grandes cantidades de ametralladoras estadounidenses Gatling, las cuales fueron empleadas por las potencias europeas en guerras coloniales en África, India y Asia. A inicios de 1871, 25 ametralladoras Gatling fueron empleadas por los franceses durante la Guerra franco-prusiana. Estas se desempeñaron muy bien en un combate en Le Mans. Posteriormente, las Fuerzas Armadas francesas compraron, para armar sus buques y fortificaciones orientales, grandes cantidades de cañones rotativos manuales de 37 mm (los llamados "cañones-revólver" Hotchkiss) fabricados en Francia después de 1879 por la empresa del expatriado estadounidense Benjamin Berkeley Hotchkiss. Sin embargo, en la década de 1890 los ejércitos europeos empezaron a retirar de servicio sus ametralladoras Gatling y otras ametralladoras manuales en favor de las ametralladoras automáticas, tales como la Maxim, la Colt–Browning M1895 y, en 1897, la Hotchkiss M1897. Tales armas se volvieron comunes - y notables - con el inicio de la Primera Guerra Mundial en 1914.

### Usos modernos de la palabramitrailleuse
En el idioma francés, mitrailleuse significa ametralladora, siguiendo el patrón creado por la adopción de la Mitrailleuse Hotchkiss en 1897. La ametralladora ligera FN Minimi de 5,56 mm producida por FN, deriva su nombre a partir del término Mini-Mitrailleuse, "pequeña ametralladora". Los subfusiles pueden ser llamados mitraillettes, diminutivo de mitrailleuse, aunque también son llamados pistolets mitrailleurs (pistolas ametralladoras).
En el idioma neerlandés empleado en los Países Bajos, la palabra mitrailleur es ampliamente utilizada como sinónimo para machinegeweer (ametralladora). Obviamente, esta palabra es derivada de la original mitrailleuse al cambiarle el género a la palabra francesa. Sin embargo, en las áreas de Bélgica donde se habla neerlandés, la palabra mitrailleur es rara vez empleada, principalmente debido a que es considerada como francés deficiente.
La palabra también es empelada en el idioma noruego. Aunque deletreada de forma ligeramente diferente como mitraljøse, su pronunciación es similar. Actualmente en Noruega, la palabra es empleada para describir una ametralladora montada sobre trípode (específicamente la Rheinmetall MG3, designada como mitr-3). Esto es similar al término alemán Schweres Maschinegewehr (ametralladora pesada), que describe a una ametralladora montada sobre trípode (desde la introducción de las ametralladoras de propósito general).
En el idioma turco la palabra mitralyöz, que aparentemente se deriva de mitrailleuse, fue ampliamente utilizada como sinónimo de ametralladora antes de convertirse en un arcaísmo. Actualmente, makineli tüfek (literalmente fusil máquina) es considerada la palabra adecuada.
En el idioma portugués, se emplea la palabra metralhadora. Aunque se deriva de la palabra francesa mitrailleuse, su pronunciación es diferente. Describe a cualquier arma de fuego automática.
La palabra también sobrevivió en Rumania, donde mitralieră es la palabra genérica para una ametralladora. En los idiomas esloveno, croata y serbio, es mitraljez, mientras que en albanés ametralladora es mitraloz. En el idioma griego, mydraliovolo (μυδραλιοβόλο) es una palabra algo arcaica para describir una ametralladora.
La palabra mitrailleuse es ciertamente el origen de la moderna palabra italiana mitragliatrice, que describe a una ametralladora.

## Ejemplares sobrevivientes

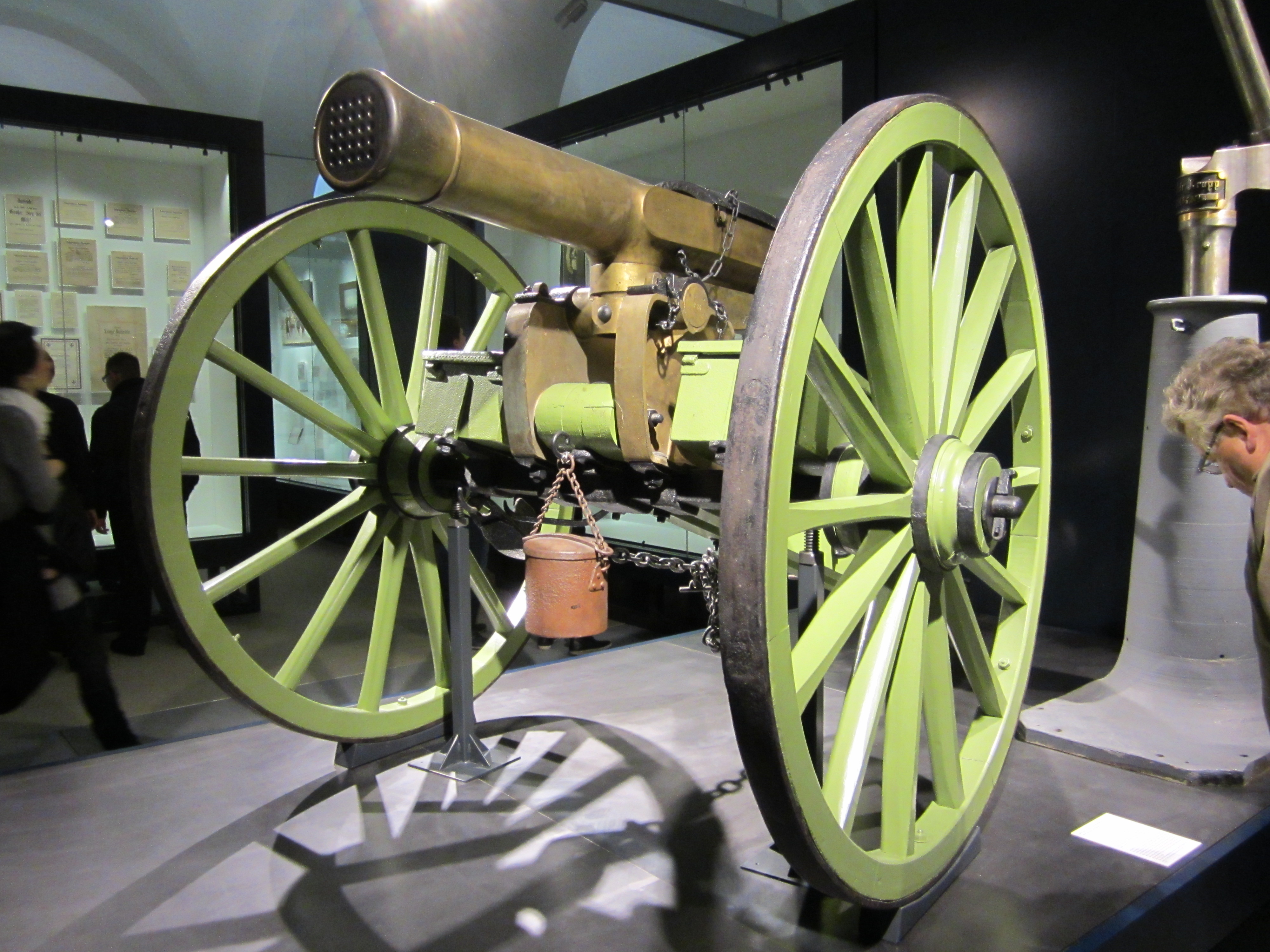
La metrallera del Museo de Historia Militar del Bundeswehr, Dresde, Alemania.

- Musée de l'Armée en Los Inválidos. Dos metralleras expuestas por largo tiempo en las arcadas del patio y severamente afectadas por la corrosión.
- Museo Real de las Fuerzas Armadas y de Historia Militar en Bruselas.
- Musee Militaire Vaudois, 1110, Morges, Suiza. Una metrallera Reffye completa, en excelente estado.
- Dreiecklandmuseum, 79423, Heitersheim (cerca de Freiburg im Breisgau), Alemania.
- Museo de Historia Militar del Bundeswehr en Dresde, Alemania. Véase la imagen de la derecha.
- Museo del Ejército Polaco en Varsovia, Polonia.